# Demografía de Cabo Verde
Este artículo trata sobre las características demográficas de la población de Cabo Verde incluyendo la densidad de población, grupo étnico, nivel de educación, salud de la población, situación económica, creencias religiosas y otros aspectos sobre la población.
El archipiélago de Cabo Verde estaba deshabitado cuando los portugueses lo descubrieron en 1456. Los esclavos africanos fueron traídos a la isla para trabajar en las plantaciones portuguesas, como resultado los caboverdianos son mulatos (en portugués mestiços) por la mezcla entre sus ancestros africanos y europeos. Entre los antepasados europeos también se incluyen los marineros españoles e italianos a los que se les había concedido tierras por parte del Imperio portugués. Muchos europeos de distintas partes del mundo se han establecido en Cabo Verde para su residencia fija. La mayoría de ellos eran holandeses, franceses, británicos (ingleses), árabes y judíos (desde Líbano y Marruecos), Todos ellos han sido absorbidos por las poblaciones de mestiços.Cabo Verde tiene aproximadamente 540.000 habitantes. Una gran proporción (236.000) de caboverdianos reside en la isla principal, Santiago. Muchos más viven en el extranjero, en la diáspora caboverdiana.
Las estadísticas de la administración portuguesa en la década de 1960 declaran que la composición racial de los habitantes era del 78 % de mestizos, 21 % de "africanos" y 1 % de "europeos" (es decir, los blancos). Estas cifras se han utilizado excesivamente en diversos sitios, pese a que no están actualizadas. Desde la independencia en 1975, las estadísticas oficiales de Cabo Verde no están basadas en grupos raciales. Fuentes oficiales establecen que "la mayoría de la población es mulata" (..."mayoritariamente mestiza"...) sin indicar ningún número. Étnicamente, los caboverdianos se ven como un solo grupo, independientemente de que sean mulatos, negros o blancos.
Los pocos recursos naturales con los que cuentan en el país ha inducido históricamente a la emigración de los pobladores. De hecho, de los más de 1 millón de personas de Cabo Verde a nivel mundial solo un poco más de un tercio vive en las islas. Los 500 000 restantes se encuentran distribuidos en Estados Unidos, más precisamente en Nueva Inglaterra. Muchas personas con ascendencia en Cabo Verde también viven en Portugal, los Países Bajos, Francia, Italia, Argentina y Senegal. Los pobladores de Cabo Verde también se asentaron en España, Alemania y Canadá y otros países de la comunidad portuguesa (como Angola, Brasil y Guinea-Bissau). Después de la independencia de Portugal en 1975, un número de estudiantes caboverdianos continuaban sus estudios en las secundarias, institutos politécnicos y universidades portuguesas, mediante acuerdos entre los gobiernos de Portugal y Cabo Verde.
Aunque el idioma oficial es el portugués, la mayoría de los caboverdianos hablan un dialecto llamado "Criollo Caboverdiano" (Crioulo en portugués, Kriolu o Kriol en Criollo Caboverdiano) y tienen un rico repertorio de literatura y canciones en este. En cuanto a la religión, la mayoría es seguidora del cristianismo romano, también hay algunos protestantes, bahaíes y musulmanes.

## Estadísticas demográficas

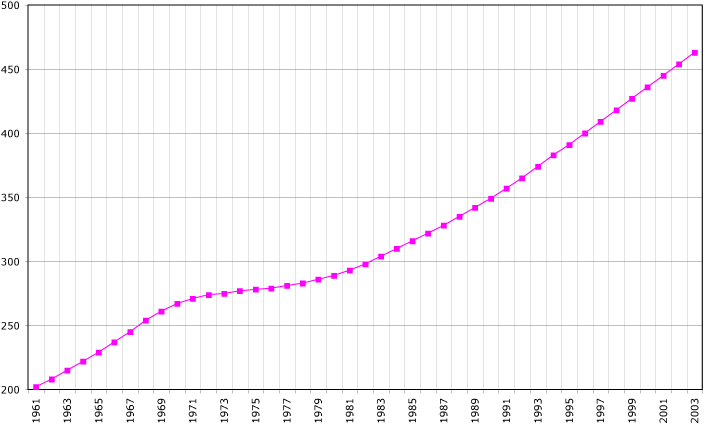
Demografía de Cabo Verde (1961-2003)

### Población
498 897 (2013)
- Religión: católica, protestante y budista
- Idiomas: portugués y criollo caboverdiano

### Libro del mundo: estadísticas demográficas
Las estadísticas demográficas son las siguientes según la publicación de la CIA en su Libro del Mundo (en inglés World Factbook)

#### Edades
0-14 años: 37.9 % (hombres 80,594 / mujeres 79,126)

15-64 años: 55.3 % (hombres 113,450 /mujeres 119,423)

65 años y más: 6.7 % (hombres 10,542 / mujeres 17,844) (al año 2006)
0-14 años: 35.2 % (hombres 76,012 / mujeres 74,993)

15-64 años: 58.5 % (hombres 123,376 / mujeres 127,653)

65 años y más: 6.4 % (hombres 10,040 / mujeres 17,400) (al año 2010)

#### Promedio medio de edad

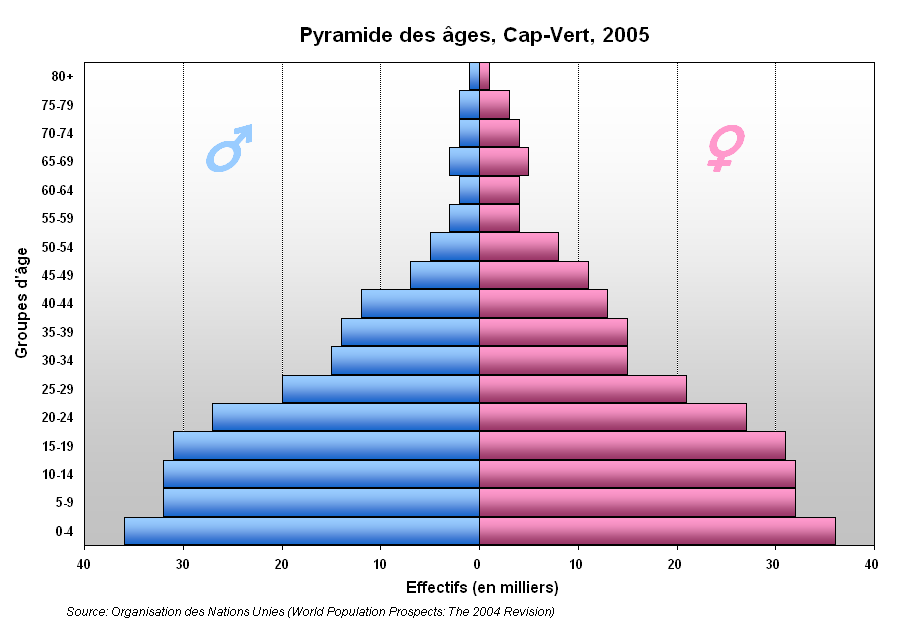
Pirámide de edades en Cabo Verde. Organización de las Naciones Unidas 2004

Total: 21.1 años 
Hombres: 20.4 años
Mujeres: 20.9 años (al 2009)

#### Tasa de crecimiento poblacional
0.561 % (al 2009)

#### Tasa de natalidad
23.5 nacimientos / 1000 población (al 2010)

#### Tasa de muertes
6.22 muertes / 1000 población (al 2010)

#### Tasa de migración neta
-11.67 migraciones / 1000 población (al 2009)

#### Urbanización
- Población urbana: 60 % del total de la población (al 2009)
- Tasa de urbanización: 3.5 % tasa anual de cambio (2005-2010)

#### Proporción por sexos
Al nacer: 1.03 hombres / mujeres 

Menores de 15 años: 1.01 hombres / mujeres 

15-64 años: 0.97 hombres / mujeres 

65 años y más: 0.58 hombres / mujeres 

Población total: 0.95 hombres / mujeres (al 2009)

#### Mortalidad infantil
Total: 41.35 muertes / 1000 nacimientos 

Hombres: 47.39 muertes / 1000 nacimientos 

Mujeres: 35.12 muertes / 1000 nacimientos (al 2009)

#### Esperanza de vida al nacer
Total de la población: 71.61 años 

Hombres: 68.27 años 

Mujeres: 75.05 años

#### Tasa de fertilidad total
2.54 niños nacidos por mujer (al 2010)

#### Analfabetismo
Mayores de 15 años que pueden leer y escribir:
Total de la población: 76.6 % 

Hombres: 85.8 % 

Mujeres: 69.2 % (al 2003)

#### Gasto en educación
6.3 % en 2006

#### HIV - SIDA
- Tasa de prevalencia en adultos: 0.035 % (en 2001)
- Personas que viven con HIV - SIDA: 775 (en 2001)
- Muertes: 225 (en 2001)